# Jugoslaviska fotbollsturneringen 1945
1945 började fotboll på nationell återigen spelas i Jugoslavien. Den första ffterkrigsturneringen var en veckolång cupturnering som spelades 3-9 september 1945. Varje federal enhet fick skicka ett representationslag. Dessutom deltog ett jugoslaviskt armélag

## Cupturnering

### Kvartsfinaler
| Serbien   | 2 - 0 | Montenegro              |
| Kroatien  | 6 - 1 | Bosnien och Hercegovina |
| Vojvodina | 3 - 1 | Makedonien              |
| JNA       | 8 - 2 | Slovenien               |

### Semifinaler
| Serbien | 3 - 1 | Kroatien  |
| JNA     | 4 - 3 | Vojvodina |

### Final
| Serbien | 1 - 0 | JNA |

- Skyttekung: Stjepan Bobek (JNA) - 8 goals from 3 matches

### Mästarna
Serbien (tränare: Svetozar Glišović)
- Srđan Mrkušić
- Ljubomir Lovrić
- Miomir Petrović
- Miodrag Jovanović
- Ćirić
- Filipović
- M. Krstić
- Branko Stanković
- Domacin
- Đurđević
- Tomašević
- Jovan Jezerkić
- Rajko Mitić
- Nikola Perlić
- Panic
- Sapinac
- Pecencic
- Horvatinovic
- Savic
- D. Jovanovic